# VENTスポ!
『VENTスポ!』（ヴァンスポ）は、2006年4月2日から2010年3月28日まで山梨放送で毎週日曜日に生放送されていたテレビ番組。ハイビジョン制作。サッカーJリーグ・ヴァンフォーレ甲府の応援が主目的である。

## 概要
正式なタイトルは『山梨スポーツ応援団 VENTスポ!』（2008年3月までは『YBSスポーツ&ニュース VENTスポ!』）である。ヴァンフォーレの情報の他に、山梨県内のスポーツの情報も放送する。2008年3月までは県内ニュースも放送していた。主なコーナーの詳細は後述。タイトルの "VENT" とはヴァンフォーレ甲府の "VENT"（ヴァン）であり、フランス語で「風」という意味。朝・昼・晩の「晩」（放送時間が夕方（晩）であるため）を連想させる言葉でもある。「スポ」はスポーツの「スポ」である。

## 放送時間
- 日曜 16:55 - 17:30 （2006年4月2日 - 2008年3月30日）
- 日曜 16:55 - 17:19 （2008年4月6日 - 2010年3月28日）

## 出演者

### 番組終了時の出演者
以下、代理と過去の出演者の項目を含め、太字は山梨放送アナウンサー。
- 前田真宏（キャスター）
- 石河茉美（キャスター、2006年5月28日放送分から出演、ニュースコーナーも担当していた。VTRナレーションを担当することもある）
- 中島そよか（リポーター、2008年4月6日放送分から出演）
- 横内洋樹（リポーター、2008年4月6日放送分から出演）
- 中込真理子（リポーター、2008年4月6日放送分から出演）
- 櫻井和明（VTRナレーション、VF甲府のホーム戦が日曜夜の場合は中継も担当）
- 酒井康宜（VTRナレーション、一部コーナー担当）

### 途中降板した出演者
- ヴァンフォーレクイーン（番組アシスタント。毎回2名が出演。視聴者からのメールの紹介などを行なっていた。これらの役割は主に石河キャスターが引き継いだ）
- 火災報知器（スペシャルサポーター。2006年5月28日放送分からは主にVTRでの出演）
  - 小林知之
  - 高松信太郎
- 吉岡秀樹（2007年3月まで出演、ニュースコーナー担当）
- 富田智美（2007年6月まで出演、VTRナレーション、一部コーナー担当）
- 羽中田昌（コメンテーター、2006年10月1日 - 2007年12月23日)

### 代理出演者
以下は、ニュースコーナーを吉岡秀樹が担当していた当時のニュースコーナーの代理である。
- 植田有紀子
- 横内洋樹

### キャラクター
- サポくん（2008年4月6日放送分から）

## 番組終了時のコーナー

### ヴァンフォーレ甲府情報（ヴァンフォーレ甲府ニュース）
一週間のヴァンフォーレ甲府の試合状況などを伝えるコーナー。最初に放送されることが多かったが、VF甲府の公式戦が日曜昼に開催され、番組開始時刻前後に終了した場合には取材VTRの編集作業が間に合わないため、編集作業が完了次第放送していた。

### 熱血スポーツランド
2008年4月から実施。山梨県内の活躍しているスポーツ団や選手などをYBSアナウンサーがリポートするコーナー。担当は主に中島・横内・中込であるが、キャスターの石河が担当することもあった。このコーナーを担当したアナウンサーは、その回の「VENTスポ!ロスタイム」でのメール紹介も担当していた。

### カナエルチカラ
2008年1月6日放送分から実施。山梨県内で夢に向かってスポーツを頑張る人を紹介するコーナー。山梨放送のキャッチコピーである「カナエルチカラ」がコーナー名になっているため、コーナー名のロゴは山梨放送のキャッチコピーの物と同じ物が使用されている。

### monthly VENT of the match （マンスリー ヴァン・オブ・ザ・マッチ）
2008年4月から毎月第1日曜日の放送回で放送。前の月のヴァンフォーレ甲府の公式戦で活躍した選手を投票し、獲得した票が最も多かった選手がその月のVENT of the matchを獲得する。

### VENTサポ ミックスゾーン
番組キャラクターのサポくんがヴァンフォーレ甲府の選手や監督にインタビューをするコーナー。インタビューの対象選手は、放送日付近が誕生日である選手が多い。

### VENTスポ!ロスタイム
番組のエンディングコーナー。主にメール紹介（時間が少ないときにはカット）と、VENTスポ!toto（下記）の当選者と問題発表が行われる。
コーナー名はサッカーのロスタイムから付けられていて、コーナー開始時に石河キャスター（ヴァンフォーレクイーンが出演していたときはヴァンフォーレクイーン）による残り時間の発表がある。ロスタイム = 残り放送時間で画面右上に残り時間が表示される。

### VENTスポ!toto
各回で出題される問題の正解者にヴァンフォーレ甲府グッズなどをプレゼントするコーナー。
問題は主に次回放送までに開催されるヴァンフォーレ甲府の公式戦で甲府が何点取れるか（A:1点、B:2点、C:3点以上）という問題もしくは番組の内容から出題されていた。前者の場合、もし答えが無い場合（甲府の得点が0点だった場合）にはプレゼントは抽選となり、応募者全員が対象となった（当初はキャリーオーバーで次週に持ち越しとしていたが、変更された）。2007年までは選択肢はA:0点、B:1点、C:2点、D:3点以上の4択であったため、キャリーオーバーは正解者のいなかった1回を除いて発生していない。解答受付は試合の前に締め切られていた。また、もし1週間に公式戦が2試合あった場合には、先に行なわれる試合（主に水曜開催の試合）を問題の対象とすることが多かった。
FIFAワールドカップ開催期間中など、Jリーグの試合が無い場合には、その日の番組の内容を問うクイズが出題されていたが、クイズを出題せずにプレゼントコーナーとなる場合もあった。
- これらのほかに、開催されるスポーツ大会などに応じて期間限定で実施するコーナーも存在した。

## 途中で終了したコーナー

### 大木語録
ヴァンフォーレ甲府の大木武監督（当時）の発言の一部を紹介するコーナー。2006年5月28日以降は放送されていなかったが、同年7月23日放送分で復活した。キャスターの前田に対して復活を望むメールが2通届いたために復活させたとのこと。

### 羽中田昌のアイ
2006年10月から実施。前回放送からの間に行われたヴァンフォーレ甲府の公式戦で負けもしくは引き分けの場合に放送されることが多かった。甲府の敗因などを振り返り、改善点などを解説していた。
コーナー名の「アイ」は、「目」 (eye) と「愛」に掛けている。コーナータイトルのロゴには目のイラストが描かれていた。

### VENT of the match （ヴァン・オブ・ザ・マッチ）
2006年7月30日放送分から実施。前回放送からの間に行われたヴァンフォーレ甲府の公式戦で最も活躍した甲府の選手を紹介するコーナー。主に勝利した場合に放送されることが多いが、特に目立った選手がいなかった場合には放送されないこともある。また、年度が替わっても今までに獲得したVENT of the matchの回数は持ち越される。
3回VENT of the matchに選ばれるとVENTスポ!が勝手に表彰しに行く。

### 甲斐の熱血人！
山梨県内のスポーツクラブなどの活動を紹介するコーナー。プロのスポーツクラブなどを紹介することもあった。

### VENTスポ!青春アミーゴ
山梨県内の中学・高校・大学の部活動やVF甲府のジュニアユースなどを紹介するコーナー。2006年5月28日放送分から実施。テーマ曲は修二と彰の青春アミーゴ。開始当初は火災報知器の2人が担当していた。

### スポーツキッズ列伝
山梨県内のスポーツ少年団などの活動を紹介する、「VENTスポ!青春アミーゴ」の小学生・幼稚園児版と言えるコーナー。こちらも開始当初は火災報知器の2人が担当していた。
上記2コーナーは担当者がいる場合、コーナー名は「（担当者名）の青春アミーゴ」となり、担当者は活動の一部に実際に参加する。

### まみのマミ知識
2006年5月28日放送分から実施。その回に取り上げたスポーツに関する豆知識をキャスターの石河茉美が紹介する。コーナー名は、豆知識の「豆」と石河の名前に掛けている。このコーナーのロゴの一部には豆をモチーフにしたと思われるキャラクタが描かれているが、これも上記と同様にキャスターの名前に掛けている。

### ニュース
17:20頃放送。県内ニュースを中心に伝える。このニュースは、2006年3月まで17:25 - 17:30に放送されていた『山日YBSニュース』（後の『YBSニュース』）を内包したものである。また、天気予報と修学旅行安否情報も伝えていた。2008年4月6日からは『VENTスポ!』の放送時間を短縮し、17:19 - 17:30に『YBSニュース』が放送されるようになったことから、このコーナーは終了した。
このコーナーで使われていたニュースの見出しは番組オリジナルのもので、見出しの背景の基本色は緑である。この見出しは、ニュースコーナー以外でも使われることがあった。ヴァンフォーレ甲府情報で使用する場合には、背景の基本色がヴァンフォーレ甲府のチームカラーである青となった。
2006年9月まではスタジオの（テレビ画面で見た場合の）左側でニュースを読み上げていたが、同年10月からは右側で読み上げるようになった。2007年4月からはニュースコーナー担当が石河に変更され、ニュース以外のコーナーと同じ場所から放送するようになった。